# Stephen Harrigan

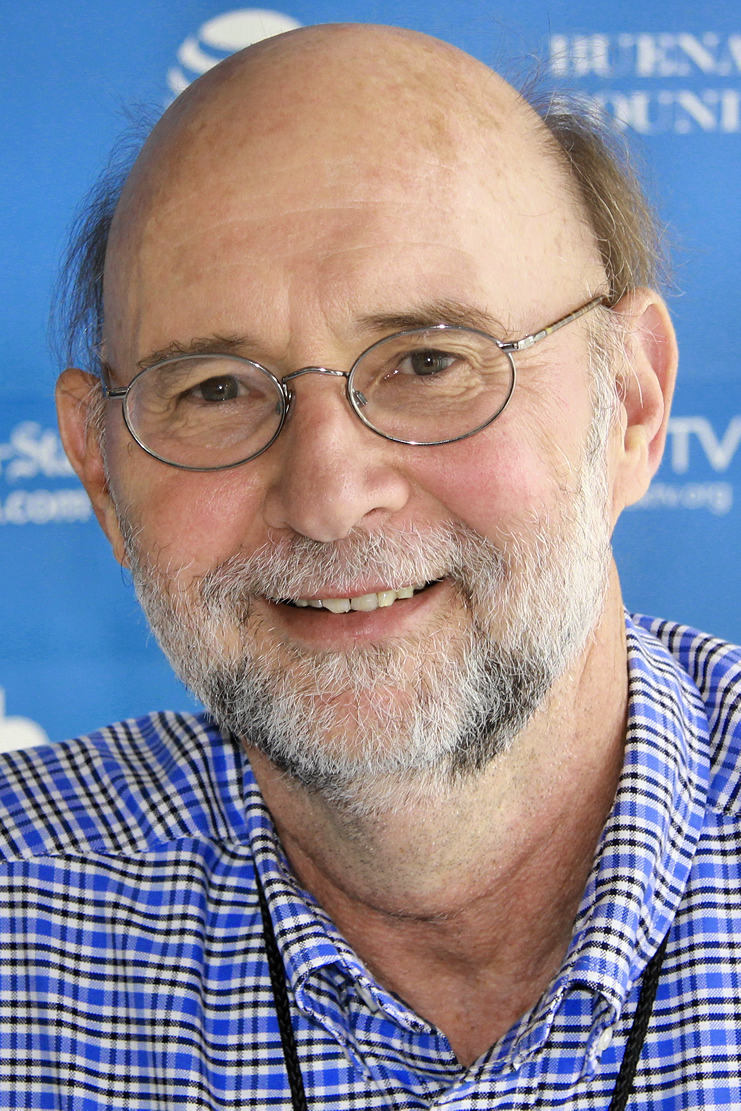
Stephen Harrigan, aufgenommen 2013 auf dem Texas Book Festival

Stephen Harrigan (* 5. Oktober 1948 in Oklahoma City als Stephen McLaughlin) ist ein amerikanischer Schriftsteller, Journalist und Drehbuchautor. Die meisten seiner Romane, Sachbücher und Essays haben die texanische Geschichte zum Gegenstand.
Harrigan wurde in Oklahoma geboren, wuchs aber ab dem fünften Lebensjahr in Texas auf und lebt derzeit in Austin. Er studierte an der University of Texas at Austin (B.A. 1971) und schlug anschließend eine journalistische Laufbahn ein. Von 1983 bis 1991 war er einer der Herausgeber des Texas Monthly, seither ist er als Freelancer tätig. Harrigans Artikel erschienen in Magazinen wie Zeitschriften wie The Atlantic, The New Yorker, Esquire, National Geographic und slate.

## Werke
Romane
- Aransas. Knopf, New York 1980.
- Jacob's Well. Simon & Schuster, New York 1984.
- The Gates of the Alamo. Knopf, New York 2000.
- Challenger Park. Knopf, New York 2006.
- Remember Ben Clayton. Alfred A. Knopf, New York 2011.

Sachbücher und Essays
- A Natural State: Essays on Texas. Texas Monthly, Austin 1988.
- Water and Light: A Diver's Journey to a Coral Reef. Houghton, Boston 1992.
- Comanche Midnight. University of Texas Press, Austin 1995.
- (mit Stephen Frink): Beauty of the Coral Reefs. Book Sales, New York 2000.
- The Eye of the Mammooth. University of Texas Press, Austin 1995.
- Sorrowful Mysteries: The Shepherd Children of Fatima and the Fate of the Twentieth Century. Alfred A. Knopf, New York 2025, ISBN 978-0-593-53428-1.

Drehbücher (Auswahl)
- The Last of His Tribe (HBO), 1992.
- The O.J. Simpson Story (Fox-TV), 1995.
- Beyond the Prairie: The True Story of Laura Ingalls Wilder (CBS), 2000.
- Beyond the Prairie II: The True Story of Laura Ingalls Wilder Continues (CBS), 2002.
- King of Texas (TNT), 2002.
- The Colt (Hallmark Channel), 2005.

## Auszeichnungen
- 2001 TCU Texas Book Award für The Gates of the Alamo
- 2001 Spur Award der Western Writers of Americafür The Gates of the Alamo
- 2001: Western Heritage Award des National Cowboy & Western Heritage Museum für The Gates of the Alamo
- 2012: Aufnahme in die Texas Literary Hall of Fame
- 2012: Spur Award der Western Writers of America für Remember Ben Clayton
- 2013: James Fenimore Cooper Prize für Remember Ben Clayton
- 2013: Lon Tinkle Award des Texas Institute of Letters für sein Lebenswerk